# Szczotki
Szczotki – potoczna nazwa prostych, roboczych, czarno-białych wydruków z drukarki komputerowej odbieranych ze studia DTP przez wydawnictwo lub redakcję gazety lub czasopisma do korekty, głównie dla sczytania tekstu i sprawdzenia poprawności montażu.
W tej chwili jest to termin historyczny, ale wciąż jeszcze często używany gwarowo przez redaktorów technicznych, sekretarzy redakcji itp. osób średniego i starszego pokolenia. Pierwotnie szczotkami nazywano kontrolne odbitki papierowe odbijane na potrzeby klienta ręcznie w drukarni ze szpalt lub złamanych kolumn. Sam termin wywodzi się stąd, że papier podczas odbijania obrazu przyciskano do szpalty lub kolumny posmarowanej rzadką farbą, po czym dobijano lekkimi stuknięciami szczotki o sztywnym włosiu.